# ۱۹۱۲

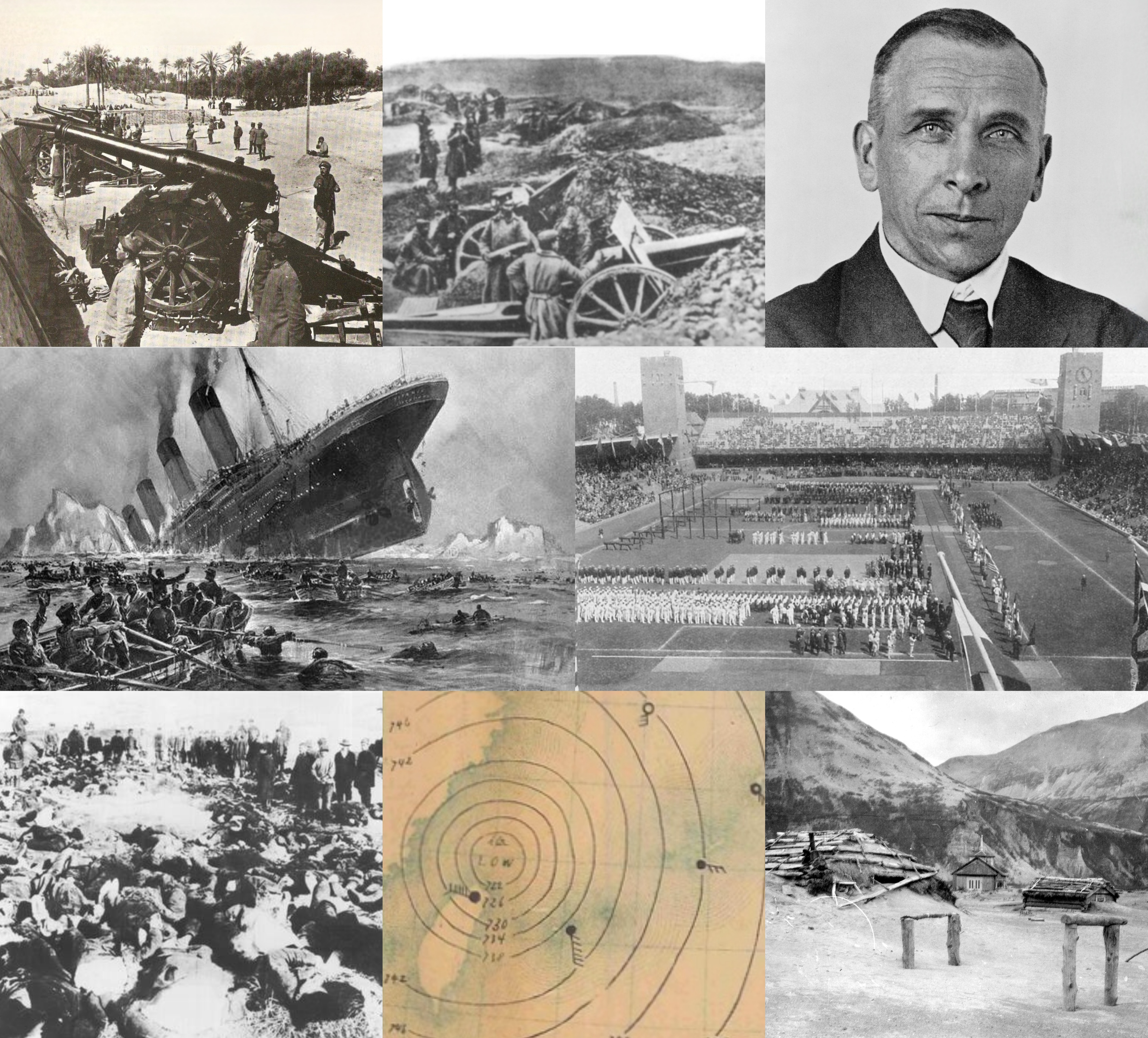

۱۹۱۲ میلادی دوازدهمین سال از سده بیستم در گاه‌شماری میلادی بود.

## رویدادها
- ۶ ژانویه - نیو مکزیکو به عنوان چهل و هفتمین ایالت به ایالات متحده آمریکا پیوست
- ۱۵ آوریل - غرق شدن کشتی آرام‌اس تایتانیک
- تاسیس سازمان محمدیه در اندونزی.

## زادروزها
- ۱۹ ژانویه – لئونید کانتوروویچ، ریاضی‌دان و اقتصاددان روسی (د. ۱۹۸۶)
- ۲۸ ژانویه – جکسون پولاک، نقاش آمریکایی (د. ۱۹۵۶)
- ۶ فوریه – اوا براون، همسر آدولف هیتلر (د. ۱۹۴۵)
- ۲۰ فوریه – پیر بول، نویسنده فرانسوی (د. ۱۹۹۴)
- ۲۲ مارس – کارل مالدن، بازیگر آمریکایی (د. ۲۰۰۹)
- ۲۴ مارس – سکوندو مانی، دوچرخه‌سوار اهل ایتالیا (د. ۱۹۹۷)
- ۲۶ مارس – دانت جانلو، دوچرخه‌سوار اهل فرانسه (د. ۱۹۹۲)
- ۲۷ مارس – جیمز کالاهان، اقتصاددان و سیاست‌مدار بریتانیایی (د. ۲۰۰۵)
- ۱۱ آوریل – گاستی وولف، بازیگر اتریشی (د. ۲۰۰۷)
- ۱۵ آوریل – کیم ایل-سونگ، رهبر اهل کره شمالی (د. ۱۹۹۴)
- ۱۹ آوریل – گلن سیبورگ، شیمی‌دان آمریکایی (د. ۱۹۹۹)
- ۲۶ آوریل – آلفرد التون ون وت، نویسنده کانادایی (د. ۲۰۰۰)
- ۲۳ ژوئن - آلن تورینگ، ریاضی‌دان بریتانیایی
- ۱۰ اوت – ژورژه آمادو، نویسنده و شاعر برزیلی
- ۱۸ اوت – اتو ارنست رمر، نویسنده آلمانی
- ۲۹ سپتامبر – میکل‌آنجلو آنتونیونی، فیلمنامه‌نویس، نویسنده، و کارگردان ایتالیایی
- ۱۶ اکتبر – کلیفورد پی. هانسن، سیاست‌مدار آمریکایی
- ۱۷ اکتبر – ژان پل یکم، پاپ کلیسای کاتولیک
- ۳ نوامبر – آلفردو اشتروسنر، سرباز و سیاست‌مدار اهل پاراگوئه
- ۱۰ دسامبر – فیلیپ ای. هارت، سیاست‌مدار و وکیل آمریکایی
- ۱۱ دسامبر – کارلو پونتی، تهیه‌کننده ایتالیایی

## درگذشت‌ها
- ۲۰ آوریل – برام استوکر، نویسنده ایرلندی
- ۱۲ ژوئن – فردریک پسی، اقتصاددان و سیاست‌مدار فرانسوی
- ۱۳ اوت – ژول ماسنه، آهنگساز فرانسوی